# Championnat de Tunisie masculin de handball 1970-1971
Navigation
Saison précédente Saison suivante
La saison 1970-1971 du championnat de Tunisie masculin de handball est la seizième édition de la compétition.
Elle correspond à l'amorce de la domination de l'Espérance sportive de Tunis sur le handball tunisien. Sous la direction de Moncef Ben Yahia, le chef de section qui ne laisse rien au hasard, et grâce à une politique de recrutement ciblé, elle dépasse de loin ses adversaires. Renforcée par l'international Faouzi Ksouri (venu du ZS), elle termine le championnat avec sept points d'avance sur son rival habituel, le Club africain, mais sa décontraction faillit lui coûter cher lors de la finale de la coupe contre Al-Hilal (score 14-11 après prolongations). Mais Ben Yahia a déjà renforcé l'équipe pour l'année suivante avec le maître à jouer d'Al-Hilal, Naceur Jeljeli, et l'un des meilleurs buteurs du championnat, Fawzi Sbabti (ASM), qui sont en inactivité (licence B) en raison du refus de leurs clubs de les céder. Sans ce dernier, l'Avenir sportif de La Marsa n'arrive pas à conserver sa place en division nationale et rétrograde en compagnie du Club athlétique bizertin.

## Clubs participants
| - Espérance sportive de Tunis - Club sportif de Hammam Lif - Association sportive des PTT - Étoile sportive du Sahel - Club africain - Stade nabeulien | - Zitouna Sports - Al-Hilal - Avenir sportif de La Marsa - Sporting Club de Moknine - Club athlétique bizertin - Association sportive de handball de l'Ariana |

## Compétition

### Classement
Le barème de points servant à établir le classement se décompose ainsi :
- Victoire : 3 points
- Match nul : 2 points
- Défaite : 1 point
- Forfait : 0 point

|    | Équipe                                           | Pts | J  | G  | N | P  | Bp  | Bc  | Diff |
| -- | ------------------------------------------------ | --- | -- | -- | - | -- | --- | --- | ---- |
| 1  | Espérance sportive de Tunis (T, C)               | 62  | 22 | 20 | 0 | 2  | 329 | 176 | 153  |
| 2  | Club africain                                    | 55  | 22 | 16 | 1 | 5  | 352 | 278 | 74   |
| 3  | Stade nabeulien                                  | 55  | 22 | 16 | 1 | 5  | 260 | 225 | 35   |
| 4  | Al-Hilal (P)                                     | 49  | 22 | 11 | 5 | 6  | 245 | 231 | 14   |
| 5  | Zitouna Sports                                   | 46  | 22 | 11 | 3 | 8  | 291 | 263 | 28   |
| 6  | Sporting Club de Moknine                         | 44  | 22 | 11 | 0 | 11 | 271 | 275 | -4   |
| 7  | Association sportive des PTT                     | 43  | 22 | 9  | 3 | 10 | 300 | 305 | -5   |
| 8  | Étoile sportive du Sahel                         | 41  | 22 | 7  | 4 | 11 | 262 | 281 | -19  |
| 9  | Club sportif de Hammam Lif                       | 38  | 22 | 7  | 2 | 13 | 249 | 292 | -43  |
| 10 | Association sportive de handball de l'Ariana (P) | 35  | 22 | 5  | 3 | 14 | 221 | 288 | -67  |
| 11 | Avenir sportif de La Marsa                       | 30  | 22 | 4  | 0 | 18 | 224 | 336 | -112 |
| 12 | Club athlétique bizertin                         | 30  | 22 | 4  | 0 | 18 | 249 | 336 | -87  |

|  | Champion de Tunisie 1970-1971                                                                |
|  | Relégation directe en deuxième division                                                      |
|  | (T) Tenant du titre (C) Vainqueur de la coupe de Tunisie (P) Club promu de deuxième division |

### Meilleurs buteurs
- Mounir Jelili (EST) : 100 buts
- Amor Sghaier (COT) : 92 buts
- Mohamed Saïdi (AH) : 91 buts
- Mohamed Cheridi (CAB) : 89 buts
- Mohamed Klaï alias Lassoued (ASPTT) : 77 buts
- Aleya Hamrouni (CAB) : 75 buts

### Deuxième division
C'est le Club olympique des transports, champion de la division, et son dauphin, l'Association sportive d'Hammamet, qui accèdent en division nationale. Ils avaient pour adversaires :
- El Menzah Sport
- Widad Montfleury Diffusion
- Club sportif sfaxien
- Club sportif des cheminots
- Stade tunisien
- Ezzahra Sports
- Union sportive des transports de Sfax
- Union sportive monastirienne
- El Makarem de Mahdia
- Jendouba Sports
- Jeunesse sportive kairouanaise
- Association sportive militaire de Tunis

### Troisième division
Six poules évoluent en troisième division. Les champions sont : 
- Tunis-Nord-Est (A) : El Baath sportif de Béni Khiar
- Tunis-Nord-Est (B) : Sogitex Ben Arous
- Nord : Association sportive militaire de Bizerte
- Sud : Club sportif de Sakiet Ezzit
- Sud-Ouest : Stade sportif gafsien

Ce sont les deux premiers qui rejoignentt la seconde division à la suite des barrages d'accession.

## Champion
- Espérance sportive de Tunis
  - Entraîneur : Saïd Amara
  - Effectif[2] : Moncef Besbes et Hichem Mrad (GB), Mounir Jelili, Tahar Cheffi, Mohamed Ali Makni, Hamadi Zoghlami, Béchir Hamza, Faouzi Ksouri, Abderrahman Hammou, Habib Touati, Moncef Ben Othman, Abdelhamid Telmoudi, Najjar, Tahar Boulaares, Touhami, Ayari